# Pterostylis mitchellii
Pterostylis mitchellii är en orkidéart som beskrevs av John Lindley. Pterostylis mitchellii ingår i släktet Pterostylis och familjen orkidéer. Inga underarter finns listade i Catalogue of Life.